# Anton Raaff
Anton Raaff, o Raaf (Gelsdorf, 6 maggio 1714 – Monaco di Baviera, 28 maggio 1797), è stato un tenore tedesco.

## Biografia
Sulla vita di Anton Raaff sono fiorite molte leggende, come ad esempio quella che lo vuole figlio di un povero pastore. Quello che è certo è che nacque nel 1714 a Gelsdorf, presso Bonn, da Johannes Raaff e Anna Margarethe Raaff. Qualche tempo dopo la sua nascita, la famiglia si trasferì a Holzem, dove il padre forse divenne amministratore del castello di Gudenau.
Anton Raaff ricevette la sua educazione presso il collegio dei Gesuiti di Bonn, dove nel 1726 partecipò alla sua prima recita organizzata dalla scuola e dove lo ascoltò per la prima volta il principe Clemente Augusto, che da allora finanziò i suoi studi e, nel 1736, lo ingaggiò come musicista di camera della sua corte.
Raaff proseguì i suoi studi a Monaco presso Antonio Bernacchi e a Bologna presso il padre Giovanni Battista Martini. Nel 1742 cantò a Firenze e a Venezia e in occasione dell'incoronazione dell'imperatore Carlo VII nel Duomo di Francoforte. Nello stesso anno tornò alla corte di Bonn presso Clemente Augusto e fu nominato primo cantante di corte: il principe respinse la sua richiesta di entrare in religione.
Rimase a Bonn fino al 1749, quando ottenne un ingaggio a Vienna presso la corte imperiale di Maria Teresa d'Austria, quindi numerosi altri nei maggiori teatri europei, come Bologna, Livorno, Lisbona (1752-1755) e Madrid (1755-1759). In Spagna conobbe il celebre castrato Farinelli, con cui strinse amicizia.
Nel 1760 Raaff si recò alla corte di Napoli, dove rimase fino al 1769 e dove assurse al rango di maggior tenore dell'opera napoletana. In seguito si recò a Mannheim, dove nel 1777 lo sentì cantare Wolfgang Amadeus Mozart: Anton Raaff all'apice della sua carriera. Due anni dopo Mozart scrisse per lui il ruolo del protagonista nell'Idomeneo. Quest'opera fu l'ultima da protagonista del cantante: dopo il 1781 lasciò il palcoscenico, e continuò ad esibirsi solo nelle chiese. Nei suoi ultimi anni, fino alla morte, avvenuta a Monaco nel 1797, diede lezioni di canto.
Anton Raaff fu uno dei più celebri tenori del XVIII secolo. Secondo Schubart, la sua era la più bella voce maschile di tutti i tempi, e la sua dizione perfetta in moltissime lingue.